# Villars (Loire)
Villars ist eine französische Gemeinde im Arrondissement Saint-Étienne im Département Loire in der Region Auvergne-Rhône-Alpes. Villars hat 7705 Einwohner (Stand: 1. Januar 2022).

## Geographie
Die Gemeinde liegt etwa 50 Kilometer südwestlich von Lyon im Zentralmassiv.
Der Furan begrenzt die Gemeinde im Norden. Umgeben wird Villars von den Nachbargemeinden La Fouillouse im Norden, L’Étrat im Nordosten, Saint-Priest-en-Jarez im Osten, Saint-Étienne im Südosten und Saint-Genest-Lerpt im Süden und Westen.
Die Gemeinde liegt am Rande des Regionalen Naturparks Pilat und ist mit diesem als Zugangsort assoziiert.
Durch die Gemeinde führt die Autoroute A72 von Saint-Étienne nach Clermont-Ferrand.
Die Gemeinde besaß einen Haltepunkt an der Bahnstrecke Moret-Veneux-les-Sablons–Lyon-Perrache, welcher heutzutage nicht mehr bedient wird.

## Bevölkerungsentwicklung
| Jahr                       | 1962 | 1968 | 1975 | 1982 | 1990 | 1999 | 2006 | 2011 | 2018 |
| -------------------------- | ---- | ---- | ---- | ---- | ---- | ---- | ---- | ---- | ---- |
| Einwohner                  | 3397 | 3720 | 6828 | 7529 | 8189 | 8494 | 8062 | 7785 | 7952 |
| Quellen: Cassini und INSEE |      |      |      |      |      |      |      |      |      |

## Sehenswürdigkeiten
|  |  |

Eine der frühesten kontinentalen Eisen- bzw. Schienenbahnen befindet sich in Villars bzw. in der kleinen Ortschaft Bois Monzil. Seit 2001 ist diese Schienenbahn Monument historique.
Die Kirche Saint-Laurent aus dem 15. Jahrhundert ist zwischen 1860 und 1870 im neogotischen Stil erneuert worden. Die Kirchenfenster wurden von Alexandre Mauvernay gefertigt.
Im Château de Villars befindet sich das heutige Rathaus.

## Gemeindepartnerschaften
Mit der spanischen Gemeinde Torredembarra in Katalonien besteht seit 1984, mit der deutschen Stadt Halberstadt in Sachsen-Anhalt seit 2003 eine Gemeindepartnerschaft.